# Syzygium tolypanthum
Syzygium tolypanthum är en myrtenväxtart som beskrevs av Friedrich Ludwig Diels. Syzygium tolypanthum ingår i släktet Syzygium och familjen myrtenväxter. Inga underarter finns listade i Catalogue of Life.